# Olszanka (gromada w powiecie łosickim)
Olszanka – dawna gromada, czyli najmniejsza jednostka podziału terytorialnego Polskiej Rzeczypospolitej Ludowej w latach 1954–1972.
Gromady, z gromadzkimi radami narodowymi (GRN) jako organami władzy najniższego stopnia na wsi, funkcjonowały od reformy reorganizującej administrację wiejską przeprowadzonej jesienią 1954 do momentu ich zniesienia z dniem 1 stycznia 1973, tym samym wypierając organizację gminną w latach 1954–1972.
Gromadę Olszanka z siedzibą GRN w Olszance utworzono – jako jedną z 8759 gromad – w powiecie siedleckim w woj. warszawskim, na mocy uchwały nr VI/10/18/54 WRN w Warszawie z dnia 5 października 1954. W skład jednostki weszły obszary dotychczasowych gromad Dawidy, Korczówka, Korczówka kolonia, Olszanka, Próchenki() i Szydłówka ze zniesionej gminy Olszanka w tymże powiecie. Dla gromady ustalono 23 członków gromadzkiej rady narodowej.
1 stycznia 1956 gromada weszła w skład nowo utworzonego powiatu łosickiego w tymże województwie.
31 grudnia 1961 do gromady Olszanka włączono wsie Bejdy i Kliny ze zniesionej gromady Bejdy w tymże powiecie.
1 stycznia 1969 do gromady Olszanka włączono wieś Wyczółki z nowo utworzonej gromady Łosice w tymże powiecie.
Gromada przetrwała do końca 1972 roku, czyli do kolejnej reformy gminnej. 1 stycznia 1973 – tym razem w powiecie łosickim – reaktywowano gminę Olszanka.